# Niels Laros
Niels Laros (Oosterhout, Països Baixos, 17 d'abril del 2005) és un atleta neerlandès, especialitzat en proves de mig fons. Ha participat en 1 Olímpiada i en 1 edició dels Campionats del Món i d'Europa absoluts.
Amb una marca personal de 3:29.54 minuts, actualment té el rècord nacional absolut i el rècord europeu sub20 en la prova dels 1.500m. A més, ostenta el rècord nacional sub20 dels 800m i dels 5.000m. Actualment també té el rècord del món sub20 dels 1.000m i el rècord europeu sub18 dels 3.000m.
La seva trajectòria esportiva destaca per una gran precocitat, guanyant les proves de 1500 metres i de 5000 metres als mundials d'atletisme sub20 de Jerusalem.
Amb només 18 anys, arribà a la final dels 1500 metres al Campionat del Món d'atletisme del 2023 celebrat a Budapest. I el 2024, amb només 19 anys, va aconseguir la 6a posició dels 1.500m en la final dels Jocs Olímpics de París, batent el rècord nacional absolut dels Països Baixos.

## Marques personals
| Disciplina    | Marca            | Seu      | Data                   |
| ------------- | ---------------- | -------- | ---------------------- |
| 800m llisos   | 1:44.78 NU20R    | Mònaco   | 21 de juliol de 2023   |
| 1.500m llisos | 3:29.54 NR       | París    | 6 d'agost de 2024      |
| 5.000m llisos | 13:23.01 NU20R   | Oordegem | 27 de maig de 2023     |
| 1.000m llisos | 2:14.37 WU20R NR | Hengelo  | 7 de juliol de 2024    |
| 3.000m llisos | 7:48.25 AU18R    | Zagreb   | 11 de setembre de 2022 |

## Trajectòria professional
| Jocs Olímpics      | Jocs Olímpics | Jocs Olímpics | Jocs Olímpics |
| Any                | Seu           | Posició       | Prova         |
| ------------------ | ------------- | ------------- | ------------- |
| 2024               | París         | 6a posició    | 1.500m llisos |
| Campionat del Món  |               |               |               |
| 2023               | Budapest      | 10a posició   | 1.500m llisos |
| Campionat d'Europa |               |               |               |
| 2024               | Roma          | 23a posició   | 800m llisos   |